# Роккавивара
Роккавивара (итал. Roccavivara) — коммуна в Италии, располагается в регионе Молизе, в провинции Кампобассо.
Население составляет 954 человека (2008 г.), плотность населения составляет 48 чел./км². Занимает площадь 20 км². Почтовый индекс — 86020. Телефонный код — 0874.
Покровителем коммуны почитается святой Эмигдий, празднование 5 августа.

## Демография
Динамика населения:

## Администрация коммуны
- Официальный сайт: http://62.110.208.43/roccavivara/hh/index.php (недоступная+ссылка)